# Södra Vika
Södra Vika ist ein ehemaliger Småort der Gemeinde Mora in der schwedischen Provinz Dalarnas län und der historischen Provinz Dalarna. Seit 2015 bildet er mit Stenis den Tätort Stenis och Vika.
Der Ort ist liegt am nordwestlichen Ende des Sees Siljan. Durch Vika führt der riksväg 26, der auch als Europastraße 45 ausgezeichnet ist. Der Bahnhof an der Inlandsbahn ist ohne Nutzung, da hier der Zugverkehr eingestellt ist. Södra Vika geht in den Nachbarort Stenis über. Norra Vika liegt knapp drei Kilometer nördlich.